# Eilhausen (Bad Arolsen)
Eilhausen ist ein landwirtschaftlich genutztes Gut im Tal der Orpe in der Nähe des Ortsteils Kohlgrund der Stadt Bad Arolsen im nordhessischen Landkreis Waldeck-Frankenberg. Das Gut steht an der Stelle eines ehemaligen Wasserschlosses der Grafen von Waldeck, dessen Kern von der Abtei Corvey errichtet wurde und das im Jahre 1125 erstmals erwähnt und wohl ab 1339 im Besitz der Waldecker Grafen war.

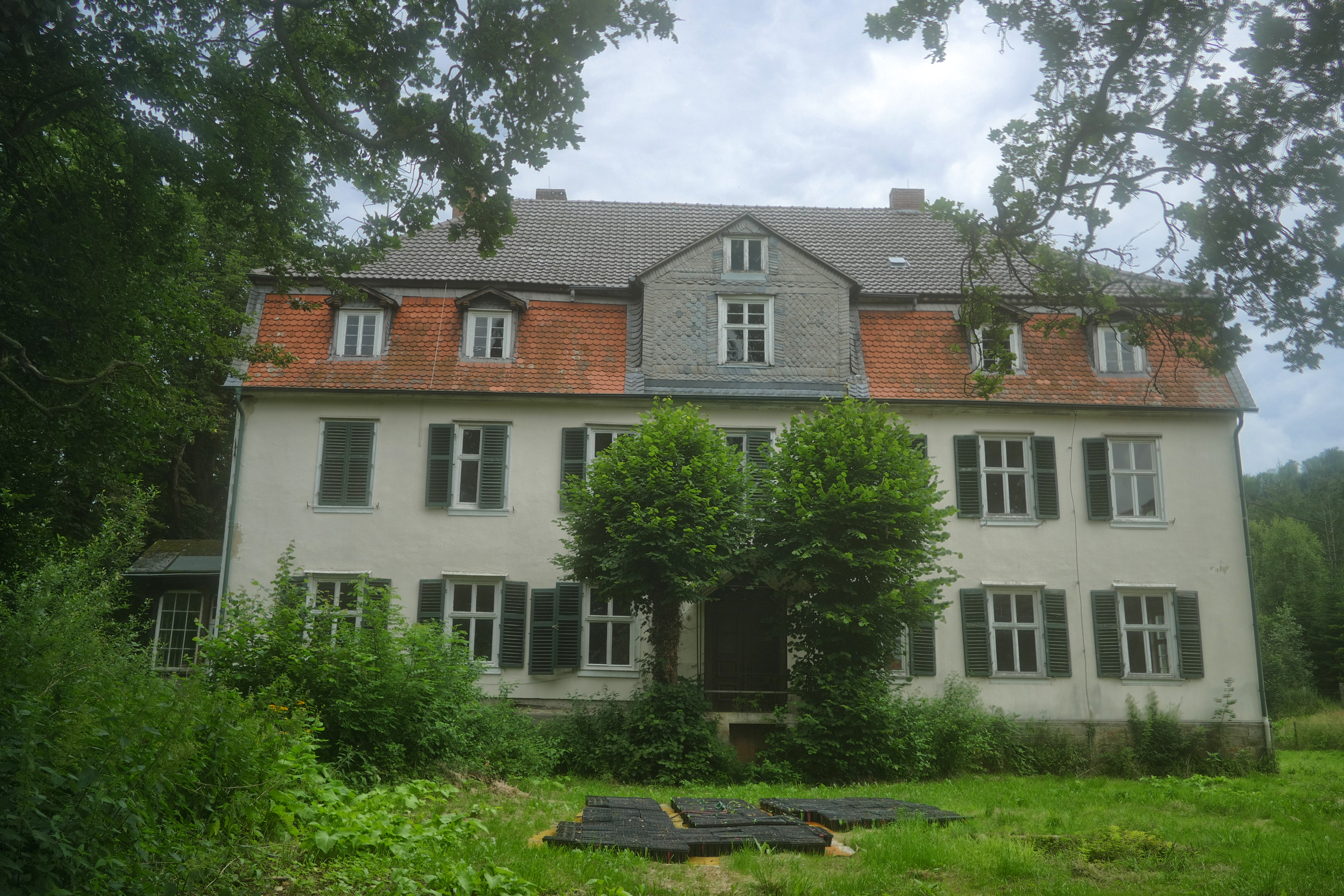
Herrenhaus Eilhausen, Westseite (2021)

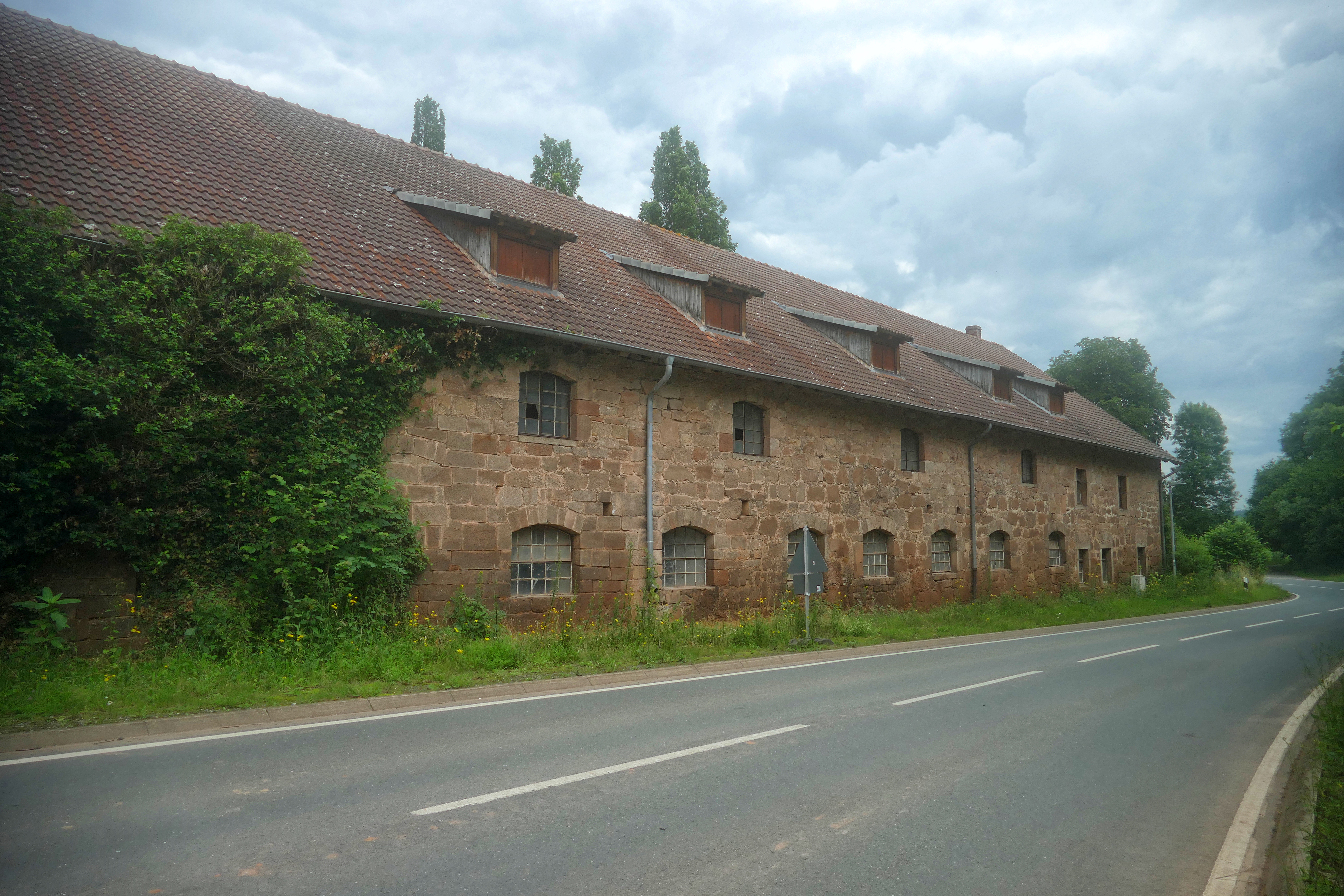
Altes Stallgebäude (2021)

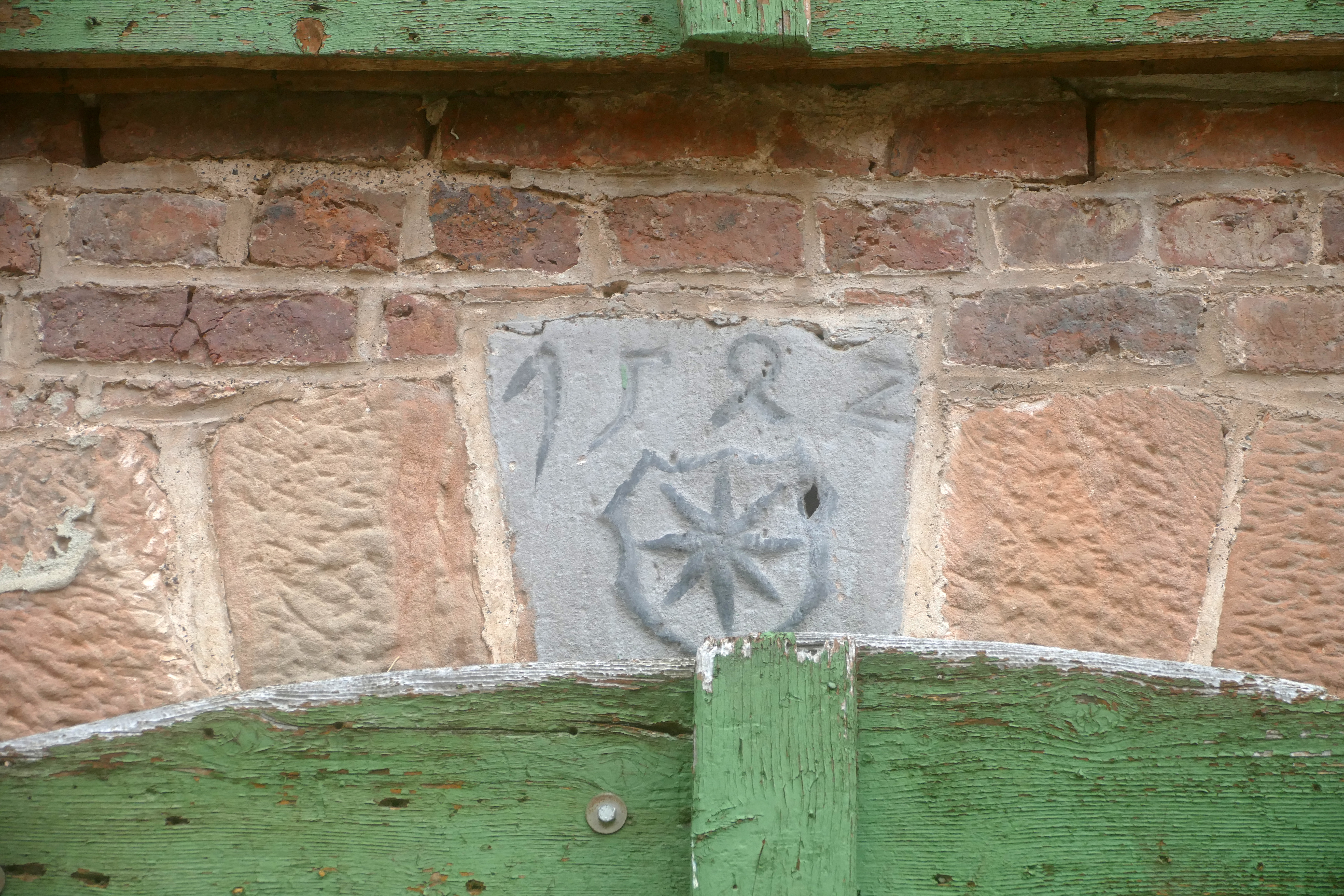
Baudatum und Waldecker Wappen am Stallgebäude

## Geschichte
Im Jahre 1021 schenkte Graf Dodiko seine Besitzungen zu Eilhausen dem Kloster Abdinghof in Paderborn. Im Jahr 1113 besaß das Kloster Corvey einen Zehnten in Eilhausen; im 14. Jahrhundert hielten die Herren von Brobeck diesen von Corvey zu Lehen. 1515 übergab die Propstei Obermarsberg mit Genehmigung des Corveyer Abts seinen Anteil an der Wüstung Eilhausen an den Grafen Philipp III. von Waldeck.
1537 wird Eilhausen als Meierei mit rund 347 Morgen Größe erwähnt. Im gleichen Jahr wird erstmals auch das Wasserschloss Eilhausen erwähnt, das zu dieser Zeit von einer im Jahre 1750 eingeebneten Graft umgeben war. Das genaue Baudatum des Schlosses ist nicht bekannt. An einem ehemaligen Stallgebäude ist das Jahr 1542 erwähnt, und vermutlich wurde das Schloss um 1539 fertiggestellt und von Graf Wolrad II. (1509–1578), dem Stammvater der mittleren Linie des Hauses Waldeck-Eisenberg, erbaut. Das Schloss war fast dreißig Jahre lang, von 1547 bis zu seinem Tod im Jahre 1578, Residenz Wolrads, der in Eilhausen geboren wurde und auch dort starb.
Bis 1814 war Eilhausen Sitz eines der neun Ämter, in die die Grafschaft Waldeck gegliedert war. Als diese dann zu fünf Oberämtern zusammengelegt wurden, wurden die Ämter Rhoden und Eilhausen zum Oberamt der Diemel vereinigt, mit Sitz in Rhoden.
Von dem ehemaligen Schloss ist heute nichts mehr geblieben. An seiner Stelle wurde im Jahre 1816 das heutige Herrenhaus Eilhausen erbaut. Das Gut war bis zum Ende des Fürstentums Waldeck-Pyrmont nach dem Ersten Weltkrieg waldecksche Staatsdomäne. Der letzte regierende Fürst zu Waldeck und Pyrmont, Friedrich, erhielt nach seiner Abdankung, per Vergleich mit dem Landtag des Freistaats Waldeck im Jahre 1920, den Nießbrauch des Arolser Schlosses sowie das Eigentum am Forst Arolsen und am bisherigen Kammergut Hünighausen; letzteres wurde dann gegen die Domäne Eilhausen umgetauscht. Das Gut ist seitdem im Besitz des Hauses Waldeck-Pyrmont, heute jedoch verpachtet.

## Zukunftspläne
Seit 1990 gibt es Bemühungen, den Gutshof in ein Golfhotel mit Golfplatz umzubauen. Ein erster Versuch, bei dem ab August 2000 die ersten Erdarbeiten durch die BVG-Freizeitanlagen GmbH durchgeführt wurden, musste schon im folgenden Jahr auf Grund finanzieller Schwierigkeiten abgebrochen werden. Seitdem wird das damals grob modellierte Gelände wieder teilweise landwirtschaftlich genutzt. Dennoch bestehen weiterhin Pläne, Investoren für ein Projekt mit Golfhotel, einer 18-Loch- und einer 9-Loch-Anlage zu gewinnen.